# Las Hurdes, tierra sin pan
Las Hurdes, tierra sin pan és un documental espanyol, dirigit per Luis Buñuel Portolés l'any 1933.

## Argument
Únic documental de Luis Buñuel, rodat el 1932 a la regió de Las Hurdes (Extremadura) a partir de la tesi etnogràfica de Maurice Legendre, director de l'Institut francès de Madrid Las Jurdes: estudi de geografia humana (1927). Las Hurdes, tierra sin pan no va ser sonoritzat fins al 1937 i després el 1965 quan Buñuel va decidir difondre una versió no censurada de la pel·lícula amb el seu productor Pierre Braunberger. Destacable pel seu tema, la misèria en el medi rural, poc tractat en aquell temps), pel seu muntatge (fet per Buñuel «a la taula de la cuina, a Madrid,»), l'ús del primer pla, de la pista sonora i pel lloc assignat a l'espectador a la pel·lícula, el film continua sorprenent encara avui.
Buñuel va realitzar el documental amb el patrocini de l'anarquista Ramón Acín, i la finalitat de l'obra era clarament de denúncia de les paupèrrimes condicions de vida d'aquelles comarques remotes.
| «                                | Durant el rodatge, sortíem abans de l'alba. Després de dues hores en cotxe, havíem de seguir a peu, carregats amb el material. Aquelles muntanyes desheretades em van conquistar de seguida. Em fascinava el desempar dels seus habitants, però també la seva intel·ligència i l'afecció al seu remot país, a la seva "terra sense pa". Almenys en una vintena de pobles es desconeixia el pa tou. De tant en tant, hom portava d'Andalusia algun rosegó que servia de moneda de canvi. | » |
| — Luis Buñuel, Mi último suspiro | |   |

## Al voltant de la pel·lícula
- La primera projecció va ser el 1933, muda i comentada pel micro per Buñuel; l'estrena al públic va ser a París, el 1937.
- El CRDP de l'acadèmia de Lió ha editat un doble DVD[2] que comprèn la versió completa de la pel·lícula (1965) i la versió censurada (1936). Aquesta eina pedagògica detalla i analitza el context d'aquesta pel·lícula gràcies a nombrosos recursos: articles de premsa, documents històrics rars…;.
- El 2019, Salvador Simó Busom va dirigir Buñuel en el laberinto de las tortugas, un film d'animació que narra la relació entre el director i Ramón Acín, durant el rodatge del film.[3]

## Publicacions
- Las Hurdes, L'Avant-scène-cinéma n° 36, abril 1964
- Luis Buñuel, Mon dernier soupir, Robert Laffont, 1982